# کمد سرما

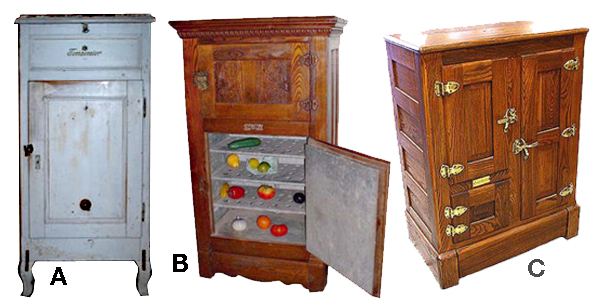
تصویر A یک کمد سرمای قدیمی نروژی، در این کمد یخ در کشوی بالای در جای می‌گرفت B. کمدهای سرمای معمول ویکتوریا مدل های-بوی، چهارچوب بیرونی این مدل از ورق‌های نازک چوب بلوط درست شده بود و طبقات آن از قلع یا روی. C کمد سرمای ساخته شده از چوب بلوط که در خانه‌های افراد ثروتمند دیده می‌شد؛ در این کمد، یخ در قسمت بالا سمت چپ جای می‌گرفت احتمالاً در این مدل سینی طبقات آن قابل بیرون کشیدن است.

کمد سرما یا جعبهٔ یخ گونه‌ای یخچال غیرمکانیکی و کم-جا است که در گذشته پیش از اختراع ابزارهای سردسازی، به فراوانی در میان لوازم خانگی دیده می‌شد. کمد یخ به دوران کندن یخ از سرزمین‌های سرد و یخبندان بازمی‌گردد. صنعت کندن یخ از اواسط سدهٔ ۱۹ میلادی از هنگامی که یخدان‌ها و یخچال‌ها داشت به خانواده‌ها معرفی می‌شد، آغاز شد. بیشتر یخی که در شهرها استفاده می‌شد در زمستان از دریاچه‌های یخ زده و سرزمین‌های برفی به انبارهای یخ برده می‌شد و پس از آن در کمدهای سرمای خانگی می‌رسید.

## مطالعهٔ بیشتر
Jonathan Rees, Refrigeration Nation: A History of Ice, Appliances, and Enterprises in America. Baltimore, MD: Johns Hopkins University Press, 2013.